# Panariagroup Industrie Ceramiche
Panariagroup Industrie Ceramiche S.p.A., dal 2004 Panariagroup,  è un gruppo multinazionale italiano con sede a Finale Emilia, leader mondiale nella produzione e distribuzione di superfici in ceramica per pavimenti e rivestimenti.
Specializzato nella produzione di grès porcellanato e grès laminato, il gruppo si posiziona nella fascia alta e lusso del mercato attraverso nove marchi di riferimento: Panaria, Lea Ceramiche, Cotto d’Este, Fiordo, Margres, Love Tiles, Florida Tile, Blustyle e Bellissimo.
Dal 2004 al 2021 è stato quotato alla Borsa di Milano negli indici FTSE Italia STAR e FTSE Italia Small Cap.

## Storia
Nel 1974 viene fondata Panaria Ceramica da un gruppo di imprenditori tra i quali Giuliano Mussini, capostipite della famiglia Mussini, attuale proprietaria di maggioranza di Panariagroup Industrie Ceramiche S.p.A.
Negli anni '90 Panaria implementa una strategia di espansione e di ampliamento dei marchi e dei prodotti con l'acquisizione nel 1992 di Ceramiche Artistiche Lea, società specializzata nella produzione di pavimenti in monocottura bianca e con la costituzione, nello stesso anno, di Cotto d'Este, società che commercializza linee di prodotto rivolte alla fascia lusso del mercato.
Il 1995 vede la nascita di Fiordo Industrie Ceramiche e nello stesso anno la capacità produttiva del gruppo si espande con la costruzione dello stabilimento di Toano, il più avanzato tecnologicamente e destinato esclusivamente alla produzione in grès porcellanato.
Il processo di espansione sui mercati internazionali si concretizza con l'acquisizione nel 2002, di Maronâgres (oggi Margres) società di riferimento nella produzione di materiale ceramico in grès porcellanato in Portogallo e con la costituzione, nell'anno 2004 di Lea North America Inc, società attiva nella commercializzazione negli USA delle linee di prodotto Lea.
Il 2004 è l'anno di nascita di Panariagroup, a seguito della fusione per incorporazione di tutte le società italiane in Panaria.
Il 2004 è anche l´anno in cui Panariagroup decide di intraprendere la strada della quotazione e il 19 novembre 2004 il gruppo si quota all'indice FTSE Italia STAR della Borsa Italiana.
Nel 2005 Panariagroup acquisisce una seconda società in Portogallo,  Novagrés (oggi Love Tiles), marchio leader nella produzione di pavimenti in gres porcellanato smaltato e nei rivestimenti in monoporosa di grande formato.
Il processo di internazionalizzazione continua nel 2006 con l'acquisizione del marchio e dei principali assets di Florida Tile Industries, uno dei marchi storici di riferimento negli Stati Uniti per la produzione e distribuzione di materiale ceramico.
Nel dicembre 2006 le due società portoghesi Novagrés e Margres si fondono in Gres Panaria Portugal mantenendo l'identità dei due marchi, nasce inoltre una nuova società denominata Panariagroup USA Inc. che controlla le due società Florida Tile e Lea Nord America.
Nel 2008 nasce Blustyle Ceramica, il marchio rappresentativo di una nuova generazione di prodotti di alta gamma al miglior prezzo. I prodotti sono ottenuti nel rispetto dell'ambiente e da materie prime attentamente selezionate.
Nel 2010 viene creata una nuova organizzazione commerciale, Panariagroup Trade che nasce con l'obiettivo di guadagnare quote di mercato in nuove zone sempre più importanti da un punto di vista di consumo di ceramiche: le aree del Medio Oriente, del Far East e dell'Oceania. In particolare risponde all'esigenza di distribuire i brand Panaria, Cotto d'Este, Lea e Fiordo in queste nuove aree attraverso politiche commerciali più mirate nel pieno rispetto della precisa identità e delle specifiche peculiarità di ciascun marchio.
Nel 2012 nasce il marchio Bellissimo, grazie alla joint venture con Asian Granito, azienda leader nel mercato indiano.
Nel luglio 2021 la società ha effettuato il delisting dalla Borsa.